# Памятник Николаю Пилюгину
Па́мятник Никола́ю Пилю́гину — памятник советскому учёному, конструктору, специалисту в области систем автономного управления ракетными и ракетно-космическими комплексами Николаю Пилюгину. Открытие состоялось 19 мая 2008 года, его приурочили к столетию со дня рождения академика. Установлен на улице, которая носит его имя. Авторами проекта являются скульптор, академик РАХ Владимир Борисович  Соскиев и архитектор Сраждин Ильясович Сатубалов. Монумент подарил городу Научно-производственный центр автоматики и приборостроения (НПЦАП). Спонсорами стали миллиардер Алишер Усманов, компании «Транснефть», «Росбанк» и другие.
Впервые НПЦАП предложил на рассмотрение комиссии по монументальному искусству при Мосгордуме проект памятника в 2007 году. Он представлял собой фигуру шагающего человека. Высота статуи вместе с постаментом составляла 2,4 метра. Однако эксперты отклонили этот проект и отправили на доработку специалистам Москомархитектуры.
В конечном варианте бронзовый памятник изображает учёного в полный рост. Он стоит на гранитном скошенном постаменте в форме круга, на котором изображены траектория и этапы вывода искусственного объекта на орбиту Земли. На пьедестале выгравирована надпись: «Николай Алексеевич Пилюгин, дважды Герой Социалистического Труда, лауреат Ленинской и Государственной премий, основатель систем управления ракетно-космической техники», ниже — «От благодарных учеников. НПЦ АП».
Художественная ценность памятника была оценена невысоко:
|  | В случае с Пилюгиным сделана попытка вписать памятник в местный ландшафт, что само по себе хорошо. Правда, памятник на холме выглядит как саркофаг, а сама скульптура бесхарактерная, в ней нет отношения к герою и его роли в истории: стоит человек и стоит.Архитектурный критик Николай Малинин |

|  | А памятник вышел какой-то непропорциональный: папа получился слишком долговязым. Из всех памятников отцу мне больше всего нравится бюст, который стоит на территории Центра приборостроения. Другие бюсты сделал скульптор Виталий Сохин. В них я вижу внешнее сходство с отцом, а в этой фигуре нет. С другой стороны, лучше такой памятник, чем никакого.Дочь учёного Надежда Пилюгина |